# Каннин
Каннин (кор. 강릉; корейська вимова: [kaŋ.nɯŋ]) — місто в провінції Канвон Південної Кореї. Каннин вважається[ким?] економічним центром регіону Йондон (південь провінції). Каннин — один з туристичних центрів країни, тут, на березі Японського моря розташовано декілька популярних пляжів. У південних передмістях розташована авіаційна база, на якій раніше був розташований також і цивільний аеропорт.

## Економіка
Основні галузі економіки: туризм і легка промисловість. Існують плани створити в місті науково-промисловий комплекс, основними напрямками роботи якого будуть нові матеріали, медицина і дослідження в області біології.

## Спорт
У місті в рамках Зимових Олімпійських ігор 2018 року проводилися змагання з керлінгу, ковзанярського спорту, хокею, шорт-треку і фігурного катання.
- - Крита льодова ковзанка: керлінг
  - Союзний хокейний центр: хокей з шайбою
  - Овал Каннин: ковзанярський спорт (Gangneung Oval)
  - Льодовий палац Каннин: фігурне катання, шорт-трек (Gangneung Ice Arena)
  - Спортивна арена Університету Квандон: хокей з шайбою (Kwandong Hockey Centre)
  - Олімпійський парк Каннин

### Клімат
| Клімат Каннин (1981–2010, також 1911–дотепер) | Клімат Каннин (1981–2010, також 1911–дотепер) | Клімат Каннин (1981–2010, також 1911–дотепер) | Клімат Каннин (1981–2010, також 1911–дотепер) | Клімат Каннин (1981–2010, також 1911–дотепер) | Клімат Каннин (1981–2010, також 1911–дотепер) | Клімат Каннин (1981–2010, також 1911–дотепер) | Клімат Каннин (1981–2010, також 1911–дотепер) | Клімат Каннин (1981–2010, також 1911–дотепер) | Клімат Каннин (1981–2010, також 1911–дотепер) | Клімат Каннин (1981–2010, також 1911–дотепер) | Клімат Каннин (1981–2010, також 1911–дотепер) | Клімат Каннин (1981–2010, також 1911–дотепер) | Клімат Каннин (1981–2010, також 1911–дотепер) |
| Показник                                      | Січ.                                          | Лют.                                          | Бер.                                          | Квіт.                                         | Трав.                                         | Черв.                                         | Лип.                                          | Серп.                                         | Вер.                                          | Жовт.                                         | Лист.                                         | Груд.                                         | Рік                                           |
| Абсолютний максимум, °C                       | 17,4                                          | 21,4                                          | 27,1                                          | 33,6                                          | 35,1                                          | 37,0                                          | 39,4                                          | 38,9                                          | 35,8                                          | 31,9                                          | 26,2                                          | 21,8                                          | 39,4                                          |
| Середній максимум, °C                         | 5,0                                           | 6,7                                           | 10,9                                          | 17,9                                          | 22,4                                          | 24,9                                          | 27,8                                          | 28,3                                          | 24,5                                          | 20,3                                          | 13,7                                          | 7,9                                           | 17,5                                          |
| Середня температура, °C                       | 0,4                                           | 2,2                                           | 6,3                                           | 12,9                                          | 17,6                                          | 20,8                                          | 24,2                                          | 24,6                                          | 20,3                                          | 15,5                                          | 9,2                                           | 3,4                                           | 13,1                                          |
| Середній мінімум, °C                          | −3,2                                          | −1,6                                          | 2,0                                           | 7,9                                           | 12,9                                          | 17,0                                          | 21,1                                          | 21,5                                          | 16,6                                          | 11,2                                          | 5,3                                           | −0,3                                          | 9,2                                           |
| Абсолютний мінімум, °C                        | −20,2                                         | −15,9                                         | −11,7                                         | −3,5                                          | −0,8                                          | 6,0                                           | 11,3                                          | 13,7                                          | 6,3                                           | −1,9                                          | −9,3                                          | −15,3                                         | −20,2                                         |
| Середня кількість сонячних годин на місяць    | 183,8                                         | 172,6                                         | 186,5                                         | 203,8                                         | 209,1                                         | 165,0                                         | 138,2                                         | 147,9                                         | 157,2                                         | 188,3                                         | 170,6                                         | 183,3                                         | 2106,3                                        |
| Норма опадів, мм                              | 55.1                                          | 49.6                                          | 68.9                                          | 68.7                                          | 87.0                                          | 120.6                                         | 242.8                                         | 298.9                                         | 243.8                                         | 110.4                                         | 80.3                                          | 38.3                                          | 1464.5                                        |
| Днів з опадами                                | 5,8                                           | 6,4                                           | 8,9                                           | 8,3                                           | 9,3                                           | 11,3                                          | 15,6                                          | 15,6                                          | 11,1                                          | 7,1                                           | 7,2                                           | 4,5                                           |                                               |
| Днів зі снігом                                | 6,0                                           | 6,0                                           | 4,3                                           | 0,3                                           | 0,0                                           | 0,0                                           | 0,0                                           | 0,0                                           | 0,0                                           | 0,0                                           | 0,9                                           | 2,9                                           | 20,2                                          |
| Вологість повітря, %                          | 49.0                                          | 52.1                                          | 56.6                                          | 54.1                                          | 61.1                                          | 71.4                                          | 76.6                                          | 78.1                                          | 74.3                                          | 62.2                                          | 53.8                                          | 47.8                                          | 61.4                                          |
| --------------------------------------------- | --------------------------------------------- | --------------------------------------------- | --------------------------------------------- | --------------------------------------------- | --------------------------------------------- | --------------------------------------------- | --------------------------------------------- | --------------------------------------------- | --------------------------------------------- | --------------------------------------------- | --------------------------------------------- | --------------------------------------------- | --------------------------------------------- |
| Джерело: Korea Meteorological Administration  |                                               |                                               |                                               |                                               |                                               |                                               |                                               |                                               |                                               |                                               |                                               |                                               |                                               |

## Символи
Як і більшість міст Південної Кореї, Каннин має багато символів:
- Квітка: лагерстремія.
- Дерево: сосна.
- Птах: лебідь.
- Тварина: тигр.
- Маскот: Хон Гіль Дон.